# Tessa (voornaam)
Tessa is een meisjesnaam die onder meer in Nederland voorkomt. De naam is in het Engels, Deens en Zweeds een informele vorm van Theresia. Een andere mogelijke verklaring is ontlening aan het Griekse tessares (vier, vierde kind). De naam kwam vanaf de jaren 1960 in Nederland op en bereikte tussen 1990 en 2000 een piek in de populariteit.

## Bron
- Populariteit, verspreiding en verklaring van de naam Theresia, Nederlandse Voornamenbank, Meertens Instituut.